# Овсієнко Андрій Євтихійович
Овсіє́нко Андрі́й Євти́хійович (нар. 4 жовтня 1896 — пом. 25 червня 1948) — радянський військовик, командир 53-ї стрілецької дивізії 7-ї гвардійської армії, генерал-майор (1944).

## Життєпис
Народився 4 жовтня 1896 року в селі Ольгинка Волноваського району Донецької області.
У 1914 — 1917 роках в лавах Російської імператорської армії. У 1915 році закінчив навчальну команду при штабі 127-ї піхотної дивізії, брав участь у Першій Світовій війні. Унтер-офіцер.
З вересня 1917 по травень 1918 року — в Червоній гвардії. У 1919 — 1924 роках — в Червоній Армії. Учасник Громадянської війни в Росії. Навчався на Вищих тактико-стрілецьких курсах командного складу РСЧА, проте не закінчив їх. У 1924 році демобілізований.
Був начальником міліції у Дніпропетровську й Проскурові, був головою облвиконкому в місті Ура-Тюбе, працював директором Дунаєвецької суконної фабрики, директором Дніпродзержинського коксохімічного заводу № 24, директором Бердянського комбінату, заступником директора Сумської суконної фабрики.
На початок Радянсько-німецької війни обіймав посаду начальника відділу бойової підготовки Тсоавіахіму в місті Станіслав. Добровольцем вступив до Червоної Армії, призначений начальником штабу батальйону 150-ї стрілецької дивізії 9-ї армії Південного фронту. Згодом займав посади начальника 2-го відділення штабу дивізії, начальника штабу дивізії, а з листопада 1941 року — командир 764-го стрілецького полку 150-ї стрілецької дивізії.
З березня 1942 року — підполковник, начальник штабу 15-ї гвардійської стрілецької дивізії, а з серпня по вересень 1942 року — командир 15-ї гвардійської стрілецької дивізії.
Брав участь у прикордонних боях, оборонних боях на річках Дністер і Південний Буг, Ростовській і Барвінково-Лозовській операціях. Під час Сталінградської битви був поранений, лікувався у шпиталі.
У квітні 1943 року призначений командиром 53-ї стрілецької дивізії 1-ї гвардійської армії Південно-Західного фронту. З вересня 1943 року дивізія діяла в складі 7-ї гвардійської армії Степового та 2-го Українського фронту.
З 29 квітня 1944 року — на лікуванні. У червні того ж року призначений виконуючим обов'язки командира 21-ї запасної стрілецької дивізії Київського ВО.
В червні 1946 йому висуваються звинувачення в «зловживанні службовим становищем», «сумніви в законності арешту Постишева» та різкі слова в адресу Кагановича, що стосувалися часу німецько-радянської війни та халатності переміщення його частини на передовій. Отримав «м'який вирок» — 3 роки.
25 червня 1948 року вбитий, згідно з заявою дружини до КДБ, «українськими націоналістами». Похований у місті Львові на Личаківському цвинтарі.

## Нагороди
- Орден Червоного Прапора;
- Два ордени Суворова 2-го ступеня;
- Медалі.